# Niurka Sodupe
Niurka Sodupe (19 april 1969) is een tennisspeelster uit de Verenigde Staten van Amerika.
Ze begon op vijfjarige leeftijd met tennis.
In 1984 speelde ze de finale van de US Open junioren, waarmee ze een plek op de Olympische Spelen verdiende, die tennis dat jaar als demonstratiesport hadden.
In 1986 speelde ze op Roland Garros haar eerste grandslamtoernooi, waar ze de tweede ronde haalde.